# Legendy polskie (seria filmów)
Legendy Polskie – projekt, którego główny element stanowi seria filmów krótkometrażowych science-fiction i fantasy zrealizowanych przez Tomasza Bagińskiego, Allegro i Platige Image. Przy tworzeniu filmów pracowali także Marcin Kobylecki, Łukasz Alwast, Krzysztof Noworyta, Tobiasz Piątkowski, Jan Pomierny i Marta Staniszewska, którzy w 2016 roku weszli w skład wyodrębnionego z Platige Image studia Fish Ladder.
Wszystkie utwory powstałe w ramach projektu zostały udostępnione bezpłatnie.

## Filmy krótkometrażowe
Tematyka serii to futurystyczna interpretacja polskich podań ludowych i legend. W grudniu 2017 na serię składały się:
- Legendy Polskie: Smok(inne języki) (30 listopada 2015)
- Legendy Polskie: Twardowsky(inne języki) (15 grudnia 2015)
- Legendy Polskie: Twardowsky 2.0(inne języki) (16 września 2016)
- Legendy Polskie: Operacja Bazyliszek(inne języki) (9 listopada 2016)
- Legendy Polskie: Jaga(inne języki) (9 grudnia 2016)

Filmy spotkały się z pozytywnym odzewem – w ciągu kilkunastu tygodni oglądalność pierwszych dwóch epizodów (Smok i Twardowski) sięgnęła 6 mln wyświetleń.

## Filmy pełnometrażowe
W maju 2018 r. potwierdzono realizację pełnometrażowego filmu Twardowsky 3.14. Film ma przedstawiać dalsze losy Twardowskiego, który uciekł przed Borutą na księżyc. Reżyserem filmu został Tomasz Bagiński, a całość była zapowiadana na ekranach kin najprawdopodobniej pod koniec 2019 r., jednak film nie ukazał się do tego czasu.

## Teledyski
W ramach projektu nagrano również serię coverów wybranych polskich piosenek, do których przygotowano teledyski osadzone fabularnie w świecie Legend.
Do końca 2017 roku ukazały się:
- Aleja Gwiazd – Matheo & Anna Karwan (23 września 2016)
- Mój jest ten kawałek podłogi – Matheo & Andrzej Donarski (16 listopada 2016)
- Jaskółka uwięziona – Atanas Valkov & Georgina Tarasiuk (16 grudnia 2016)
- Cichosza – Marcin Macuk & Krzysztof Zalewski (6 czerwca 2017)
- Jezu jak się cieszę – Atanas Valkov & Skubas (11 lipca 2017)
- Kocham wolność – Matheo & Damian Ukeje (8 sierpnia 2017)

## Publikacje wydawnicze

### Legendy Polskie
30 listopada 2015 roku premierę miała antologia opowiadań Legendy polskie. Do projektu zaproszono sześcioro pisarzy, którzy napisali opowiadania, inspirując się polskimi podaniami. Pierwotnie publikacja dostępne była tylko w formie ebooka, jednak w 2018 roku do sprzedaży trafiła również wersja papierowa.
W skład zbioru weszły:
- Spójrz mi w oczy (inspirowane Bazyliszkiem) – Elżbieta Cherezińska
- Śnięci rycerze (inspirowane Śpiącymi rycerzami) – Rafał Kosik
- Zwyczajny gigant (inspirowane Panem Twardowskim) – Jakub Małecki
- Niewidzialne (inspirowane Żywą wodą) – Łukasz Orbitowski
- Kwiaty paproci (inspirowane Kwiatem paproci) – Radosław Rak
- Milczenie owcy (inspirowane Smokiem wawelskim) – Robert M. Wegner

### Wywiad z Borutą
W czerwcu 2016 roku ukazało się (wydane w formie ebooka) opowiadanie Wywiad z Borutą, autorstwa Łukasza Orbitowskiego oraz Michała Cetnarowskiego, które przyniosło jego autorom nagrodę im. Zajdla. Równocześnie udostępniono audiobook, w którym wystąpili Krystyna Janda i Tomasz Drabek. W 2018 roku do sprzedaży trafiła również wersja papierowa.